# Alpochori (Elida)
Alpochori  este un oraș în Grecia în Prefectura Elida.